# Triplophysa coniptera
Triplophysa coniptera és una espècie de peix de la família dels balitòrids i de l'ordre dels cipriniformes. Es troba a Euràsia.